# Osmantepe
Osmantepe es un asentamiento neolítico temprano cerca del pueblo de Kuku en el distrito de Shahbuz de la República autónoma de Najicheván.

## Posición geográfica
El asentamiento está ubicado cerca del pueblo de Kuku de la región de Shahbuz, a una altitud de 2400 m sobre el nivel del mar. El hábitat se encuentra actualmente a orillas de un lago artificial y parte de él está bajo el agua. Debido a la gran cantidad de manantiales que hay en esta zona, el entorno del asentamiento sigue siendo utilizado por la población ganadera como lugar de residencia. Para recolectar agua de estos manantiales, el jefe de distrito Shangirey construyó una presa aquí en 1865 y creó el embalse Ganligol.

## Investigaciones anteriores sobre el período neolítico en el sur del Cáucaso
Al estudiar los monumentos arqueológicos del sur del Cáucaso, incluido Azerbaiyán, se estudiaron varias etapas de la Edad de Piedra desde el período Paleolítico hasta el período Neolítico.Sin embargo, la transición del período Mesolítico y el período Mesolítico al período Neolítico no se ha estudiado suficientemente. Actualmente, la cultura material del período Neolítico en el Cáucaso Sur está representada por las culturas Shomutepe-Shulaveri y Kültepe. El monumento cerámico más antiguo del Neolítico es el asentamiento de Kultepe en Nakhchivan. Los estudios muestran que la vida en esta zona comenzó en la segunda mitad del  BC VII milenio.Sin embargo, los monumentos neolíticos no cerámicos no se han estudiado en el sur del Cáucaso hasta ahora. Actualmente, el período neolítico en el sur del Cáucaso está representado solo por monumentos neolíticos de cerámica. Así, surge entre los arqueólogos caucásicos una doble teoría contradictoria sobre el origen de la alfarería del Neolítico. Con base en un pequeño número de hallazgos, algunos investigadores creen que la cultura neolítica del Cáucaso Sur es de origen local, mientras que otros dicen que la cultura cerámica neolítica fue traída de otros países debido al rápido surgimiento de la cultura.Así, las investigaciones confirman que en el Neolítico ya se formaron la alfarería, la agricultura y la ganadería, que eran las principales áreas de producción. Los intentos de algunos investigadores de conectar los monumentos cerámicos del Neolítico con el período Mesolítico no han resuelto el problema. En este sentido, los nuevos hallazgos del asentamiento de Osmantepe, que llenaron el vacío en el estudio del período Neolítico sin cerámica en el Cáucaso Sur, son de particular importancia.

## Excavaciones de Osmantepe del Neolítico temprano
Esta área se estudió en 2019-2020 bajo el liderazgo de Vali Bakhshaliyev. El estudio reveló una gran cantidad de herramientas de obsidiana y una pequeña cantidad de muestras de cerámica. Durante nuestra investigación, se encontraron más de 300 herramientas de obsidiana en el asentamiento. Entre ellos se encuentran 8 núcleos y 159 microlitos. Los microlitos varían en tamaño de 1 a 2 centímetros. El resto de las herramientas están hechas de obsidianas relativamente grandes. Varían en tamaño de 4 a 7 centímetros. Los núcleos encontrados tienen diferentes formas. También hay núcleos sin procesar. Entre los hallazgos se encuentra una herramienta de piedra. Dos núcleos tienen forma de disco, tres son piramidales y tres son prismáticos. Cabe señalar que todos los núcleos se han agotado por la fragmentación.

### Herramientas de obsidiana y el uso de obsidiana
Como hemos señalado, la mayoría de los materiales arqueológicos consisten en productos de obsidiana. Las herramientas incluidas en el primer grupo están representadas principalmente por palas. Sin embargo, en el segundo grupo, la gama de herramientas aumentó y aparecieron varias herramientas, incluida la hoz. La investigación muestra que algunas herramientas han sido multifuncionales. Se conocen herramientas similares de los monumentos del Mesolítico y del Neolítico temprano. Cabe señalar que las similitudes de los ers de tallo corto no se conocen de los monumentos del período neolítico tardío del sur del Cáucaso. El estudio del asentamiento de Osmantepe también permite aclarar las formas en que los antiguos habitantes de Nakhchivan acudieron a los depósitos de obsidiana. El examen microscópico de instrumentos de obsidiana muestra que este hábitat no es solo un hábitat temporal en el transporte de obsidiana, sino que también se ha utilizado a personas aquí durante un cierto período de tiempo.

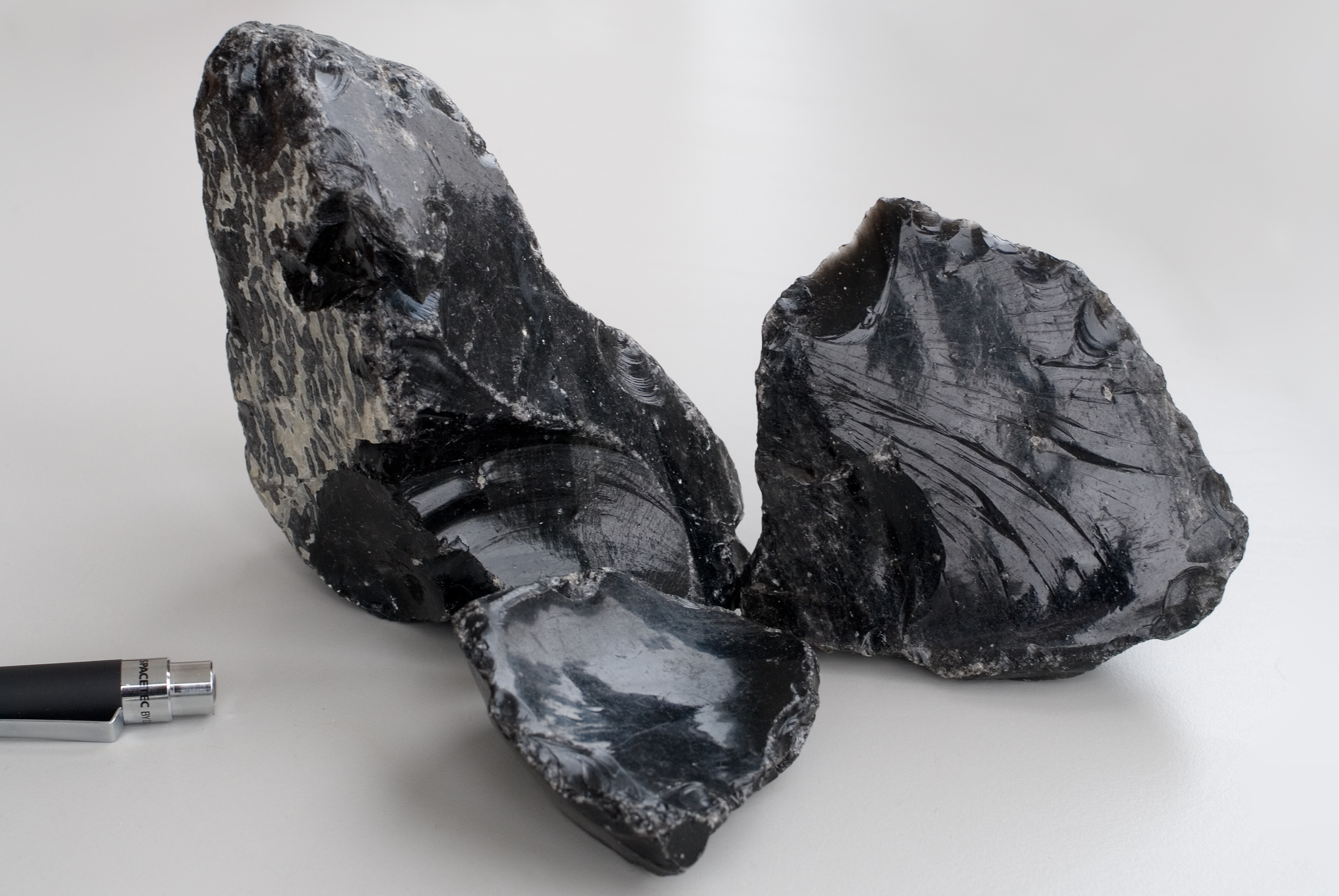
Obsidiana de bordes afilados con rotura típica de concha. La obsidiana es un vidrio de roca volcánica natural. (Imagen de ejemplo, no de Osmantəpə)
Hojas de obsidiana de la fase inicial de Osmantəpə. En el Neolítico, la obsidiana se usó como material para herramientas debido a su fractura de bordes afilados, como el pedernal.Hojas de obsidiana de la fase inicial de Osmantəpə. En el Neolítico, la obsidiana se usó como material para herramientas debido a su fractura de bordes afilados, como el pedernal.
Dibujos de los microlitos de obsidiana encontrados en Osmantəpə. Las figuras 9 y 11 muestran los típicos dientes en hoz.Dibujos de los microlitos de obsidiana encontrados en Osmantəpə. Las figuras 9 y 11 muestran los típicos dientes en hoz.

### Método de economía y liquidación
Vali Bakhshaliyev señala que las formas de herramientas con ejes cortos encontrados no son conocidas para el Neolítico tardío en el Cáucaso Sur. Esto muestra que había un horizonte de asentamiento muy temprano en Osmantəp. Sin embargo, la determinación tipológica de las herramientas mostró que la población prehistórica del lugar criaba predominantemente ganado. La hoz y la cerámica también confirmarían las actividades agrícolas de los primeros pobladores del Neolítico. El examen microscópico de las herramientas de obsidiana también dejó en claro que el sitio arqueológico de Osmantəpə no era un lugar de almacenamiento temporal para el transporte de obsidiana. Existe evidencia de que la gente vivió allí durante un período de tiempo más largo. La extensión y la estructura de una capa cultural descubierta y examinada durante la excavación también mostrarían que la gente habría residido allí permanentemente. Dado que el asentamiento estaba en una alta cordillera y el clima es muy frío en invierno, los arqueólogos suponen que el asentamiento neolítico temprano Osmantəpə solo se utilizó estacionalmente. Los primeros pobladores del Neolítico vivían en casas de pozo medio hundidas. Las casas de pozo todavía son utilizadas hoy por grupos seminómadas que viven de manera tradicional en la estepa y de la cría de ganado.

## Clasificación
Según Baxşəliyev, el descubrimiento de pequeñas cantidades y pequeños fragmentos de cerámica muestra que el asentamiento neolítico temprano Osmantəpə acababa de comenzar el Neolítico cerámico temprano en esta región. Los resultados de la investigación sobre los microlitos de obsidiana apoyan esta conclusión. Para Baxşəliyev, los hallazgos de Osmantəpə confirman la transición del Mesolítico al Neolítico temprano en el Cáucaso Sur.

## Literatura
- Vali Baxşəliyev: Osmantəpə yaşayış yeri Daş dövrünün yeni abidəsidir. AMEA Naxçıvan Bölməsinin Elmi Əsərləri. In: İctimai və humanitar elmlər seriyası 2021/1 (2021), S. 57-69.
- Baxşəliyev, Vali (2021). Cultural-Economic Relationships Of Nakhchivan İn The Neolithic And Early Chalcolithic Period (en inglés). Nakhchivan: "Ajami". pp. 225p.